# Rotunda svatého Mikuláše a svatého Václava
Rotunda svatého Mikuláše a svatého Václava v Těšíně (polsky Rotunda św. Mikołaja w Cieszynie) je románská rotunda, postavena v druhé polovině 11. století. Plnila funkci hradního kostela a zámecké kaple.

## Historie
V 50. letech 20. století historici odhadovali datum jejího vzniku na první polovinu 11. století. Poslední výzkumy ukázaly, že mohla být postavena teprve okolo roku 1180.
Rotunda byla postavena za zdmi hradu na tzv. Zámeckém vrchu (polsky Góra Zamkowa), který byl postaven v 10. století až první polovině 11. století. První zmínka o rotundě byla z roku 1223, kdy je zmíněna kaple sv. Mikuláše, která má povinnost odvodu desátku klášteru norbertánek v Rybniku.
Způsob zdění obvodových stěn je velmi podobný tomu, jakým byl postaven kostel Svatého Jiljí v Inowlodzí (polsky kościoł św. Idziego w Inowłodzu). Koncem 13. století a po celé 14. století byla přestavována, a to spolu s knížecím zámkem, kdy došlo k výměně dřevěných hmot za zděné hmoty. Románská rotunda byla vzhledem přizpůsobena gotickému sídlu, úroveň podlahy byla zvednuta o 2 metry, byla zazděna románská okna v apsidě, a byla vytvořena nová okna v gotickém stylu.
V roce 1484 při požáru Těšína vyhořela taktéž kaple, spolu se zámkem. Tato událost neměla vliv na její konstrukci.
V roce 1495 pštínský probošt Václav Hynal, který pocházel ze Stonavy, zaplatil oltář, který byl zasvěcen Boží prozřetelnosti, Panně Marii, Janu Křtiteli, svatému Erasmovi a svatému Václavovi (polsky p. w. Opatrzności Bożej, Najświętszej Marii Panny, Jana Chrzciciela, św. Erazma oraz św. Wacława). To dalo později základ pro zasvěcení rotundy sv. Václavovi.
V roce 1653, když zemřela kněžna Alžběta Lukrécie, poslední z dynastie Piastovců, rotunda pozbyla charakter zámecké kaple. Od té doby, spolu s Těšínem, byla součásti Těšínské komory, kterou založili Habsburkové. Noví správci majetku se o rotundu příliš nezajímali, přesto však byla zachována. V roce 1722 a 1755 bylo zapsáno, že rotunda je: "stará, krytá kupolí, a dva dny v roce na sv. Václava a sv. Mikuláše, se v ní konají bohoslužby". V počátku panování Habsburků sloužila jako sklad nářadí, které bylo používáno pro údržbu tzv. božích sadů (polsky sądów bożych) a později jako sklad zbraní.
V období přestavby dolního zámku (1838–1840), byly románské zdi svatyně obezděny cihlou, byly vytvořeny nová větší okna, byla položena nová plechová krytina a byla zvýšena vnitřní úroveň lodě a úroveň venkovního terénu. Rotunda byla do poloviny obsypána zeminou. Románská kaple získala neoklasicistní vzhled fasády, čímž byla přizpůsobena vzhledu zámku. Projekt romantického pavilonu vypracoval Josef Kornhäusel. Vnitřek rotundy ozdobil neogoticky, dřevěným oltářem a obrazem sv. Václava.
V období druhé světové války, na základě výsledků výzkumu, který vedl německý archeolog Georg Raschke (13. února 1903, Kluczbork, Polsko – 19. července 1973, Norimberk, Německo), byly odstraněny vnitřní a venkovní omítky. Následně byl proveden první průzkum rotundy. Výsledkem těchto prací bylo, že došlo k odkrytí zbytků "in situ", vč. základen románských sloupů a zazděného schodiště do chrámové lodi.
Další archeologické a konzervační práce byly prováděny v letech 1947–1952. Konzervační práce byly vedeny Z. Gawlikem v letech 1949–1955, kdy došlo k rekonstrukci empory, byly odkrytá prvotní okna, oltářová nika a podlahy, čímž byl rotundě navrácen prvotní románský vzhled.
Po druhé světové válce se rotunda stala turistickým místem. První bohoslužba zde byla sloužena po dlouhé přestávce (50 let) dne 6. prosince 1997, a byla spojena s novým vysvěcením svatyně.

## Architektura
Rotunda je postavena z plochých (placatých) z vápence tesaných bloků, které tvoří fasádu a vnitřek. Na půdorysu kruhu je apsida o tvaru podkovy. Prostor mezi ostěním byl naplněn rozbitým kamenem a sutí, která je pojena vápennou maltou. Kruhová loď je kryta kopulí ze soustředných kamenů (apsinoidní půlkupole).
V severní části lodi jsou jednostupňové schody vedoucí k empoře, jde o druh balkonu, který je podepřen na sloupech a polostolech (umístěných od západní strany). Empora je ve zdi, která má tloušťku 1,75 m. Na vrcholu schodů vedoucích k galerii je zazděný románský portál, který zdobil chodbu do palatia, sídla kastelána, pro kterého byla galerie určena. Polokruhová apsida, na kterou vedou tři schody, směřuje na východ. Apsida byla oddělena vnitřním odskokem a byla zakončena kulovou klenbou (Koncha). Oltářní mensa je umístěná v apsidě, a je místem pro relikvie nebo svaté oleje.
Podobnou funkci plní také výklenek v jižní zdi, v gotickém cihlovém prvku, pod kterým jsou tři malé kulaté otvory pro hašení svíček. V apsidě se nacházejí dvě dvojitá prosklená románská okna. Dvě úzká štěrbinová okna osvětlují horní část lodi. Loď byla také osvětlena štěrbinovými okenními otvory, umístěnými ve 3/4 výšky zdi. Na duhovém oblouku, který odděluje hlavní loď od apsidy, byly nalezeny stopy gotické malířské výzdoby z druhé poloviny 15. století, s motivem kružby. Loď byla kryta kopulí se soustředným uspořádáním kamenů.
Výška lodi je 13 metrů, apsida má 6,8 metrů a celková výška rotundy je asi 15 metrů. Vstup do rotundy je umístěn na západní straně.
Z vnějšku na místě schodiště je stěna hrubší a tvoří druh arkýřového okno visící na krakorcích. Střechy nad hlavní lodí a apsidou jsou kónické a pokryté šindelem.
Klasicistní přestavba v roce 1839 podle návrhu Josefa Kornhäusela byla spojena s rozbitím velkých, půlkruhových oken a oklepání omítek fasády. V letech 1947–1955 byla provedena památková péče, během které byla rotunda obnovena do původní podoby a to na základě dochovaných fragmentů, kdy v západní části byla rekonstruována empora.

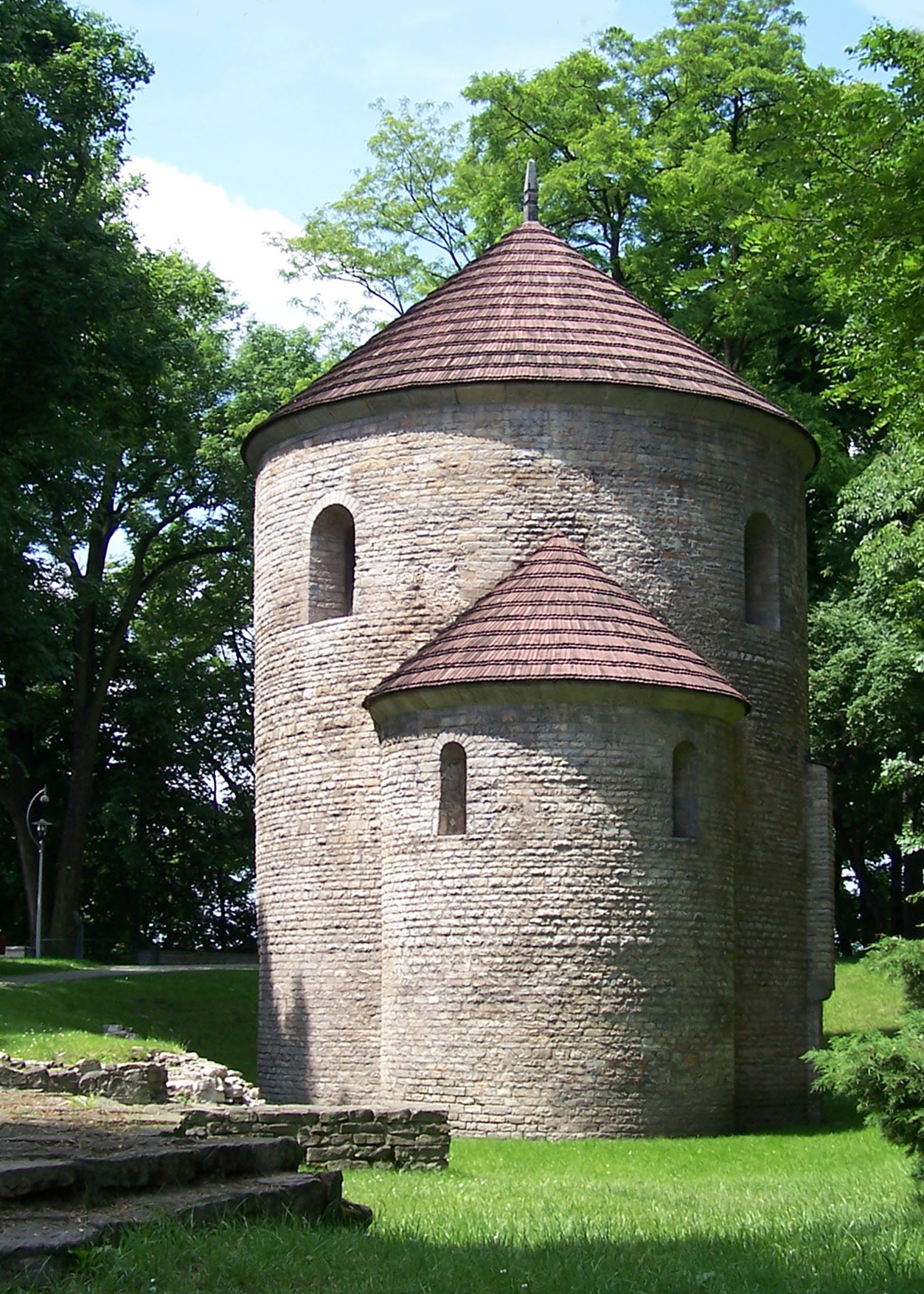
Pohled na rotundu
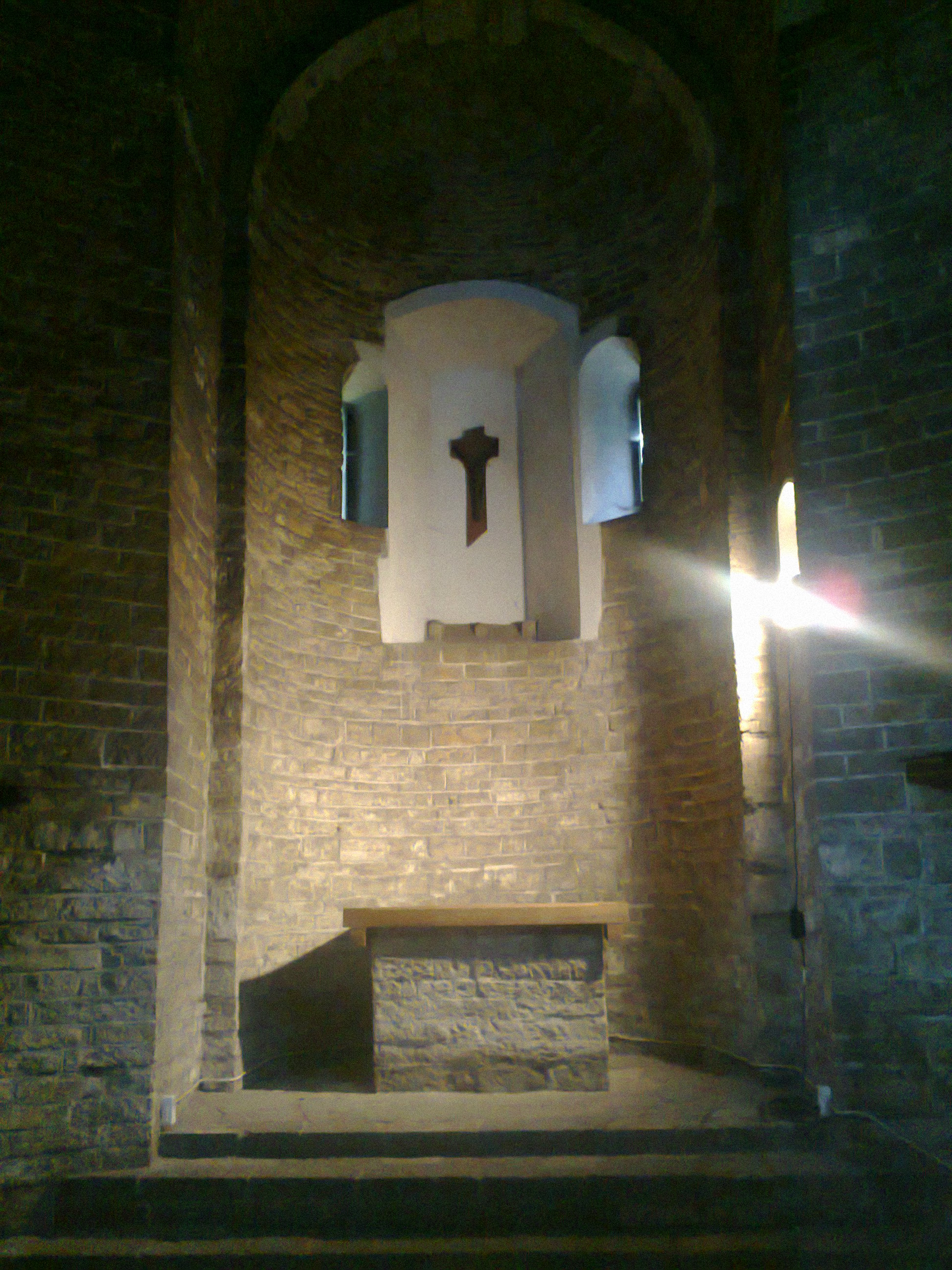
Apsida
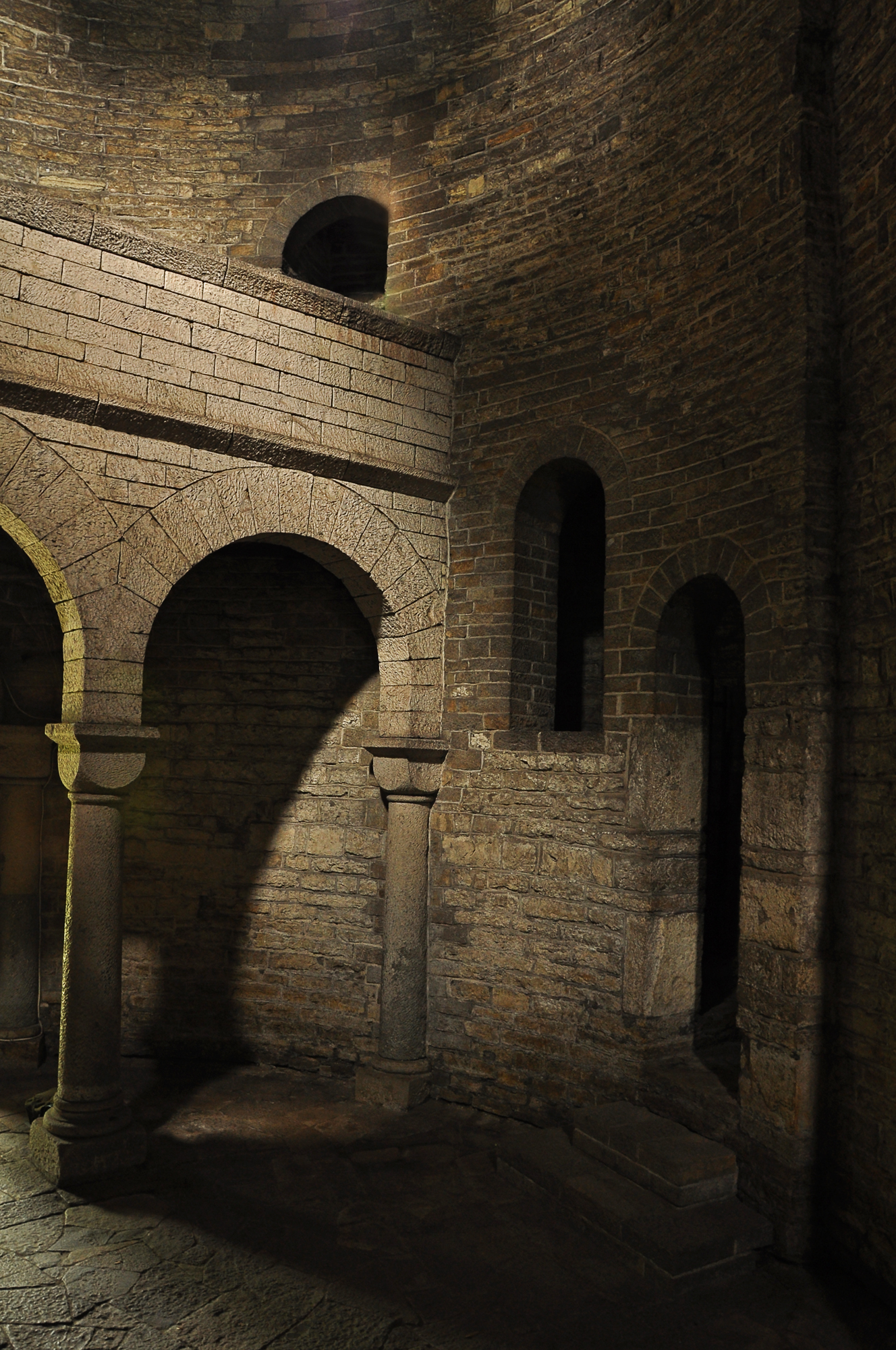
Empora
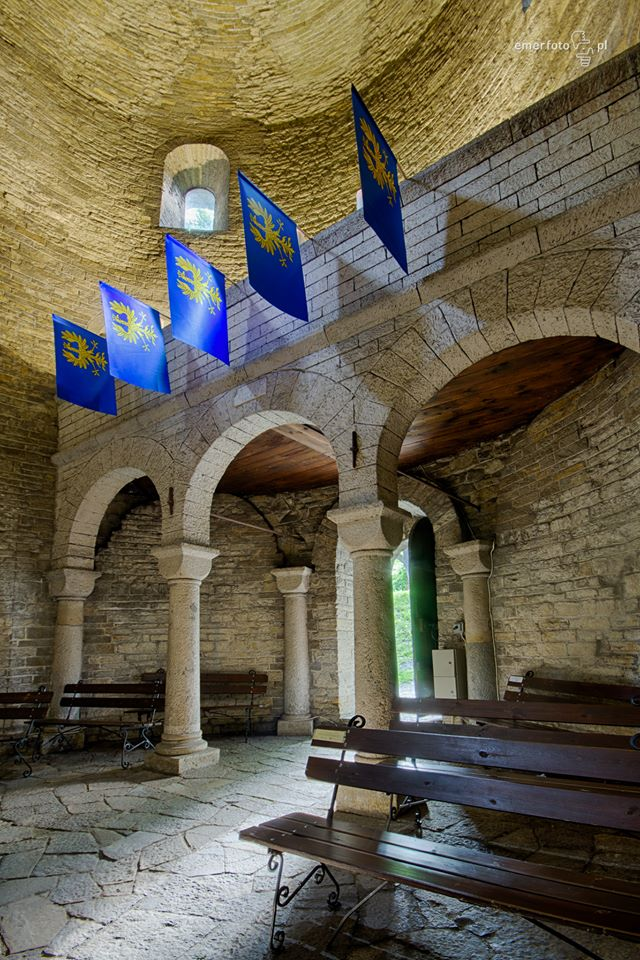
Empora a knížecí vlajky
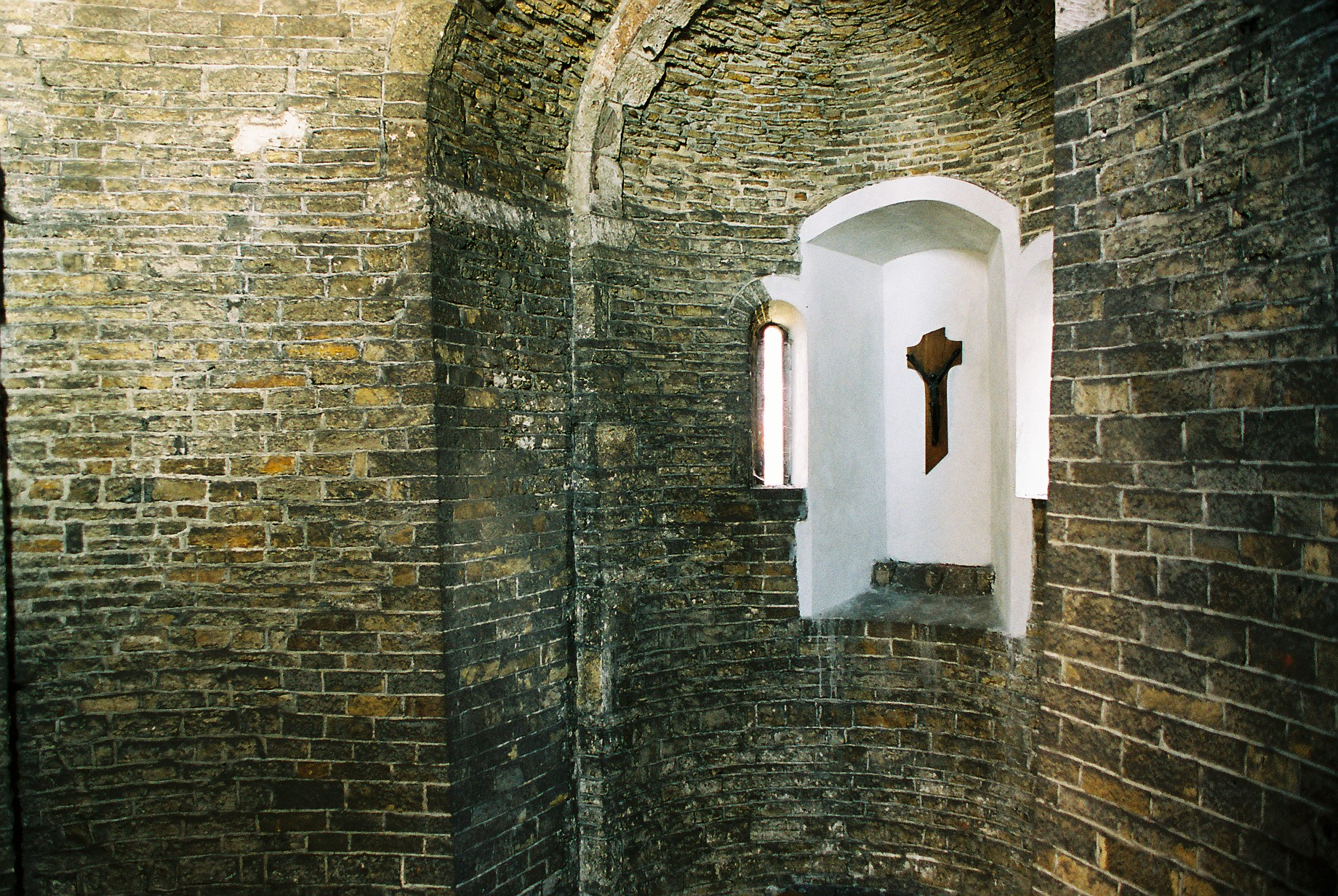
Oltářní nika
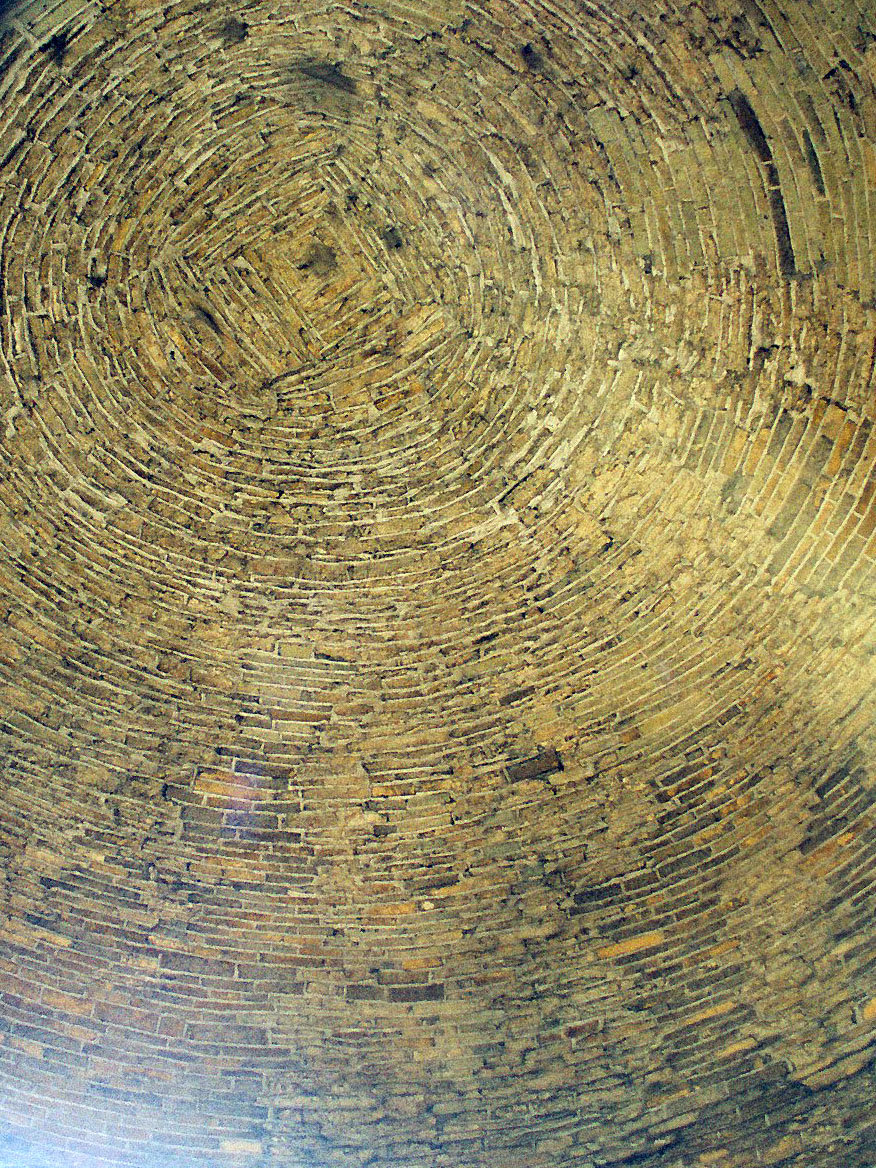
Pohled do kupole
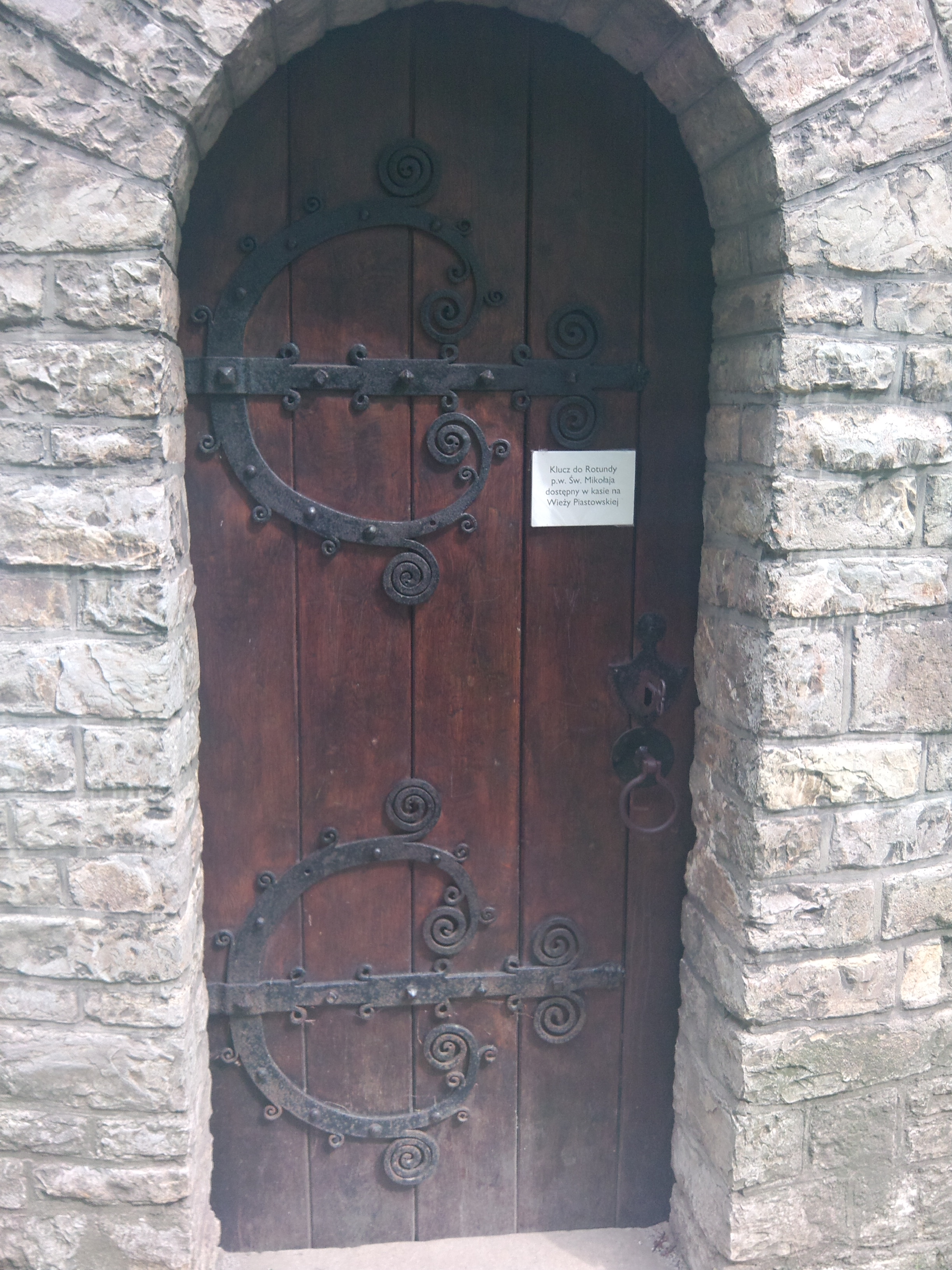
Vstupní dveře

## Patroni

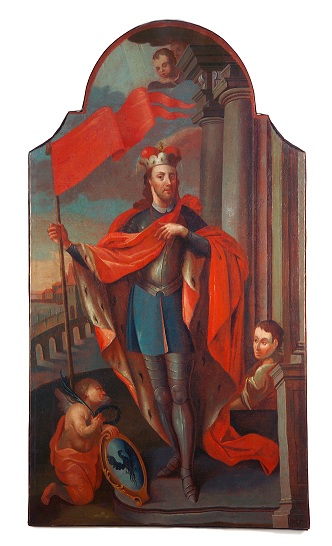
Sv. Václav, druhá polovina 18. století, olejomalba, součást rotundy

Obecně se přijímá, že patrony rotundy jsou sv. Mikuláš a sv. Václav. V listině z roku 1223, ve kterém byl zmíněn zcela poprvé jakýkoliv sakrální objekt na území Těšína, se objevuje zápis: "ecclesia sancti Nicolai". Z dochovaného textu však nevyplývá zcela jasně, že v listině uvedený kostel je shodný s rotundou na hradě.
Zdá se, že z analýzy několika málo dochovaných písemností a v kontextu osídlení místa, bylo možno usoudit, že kostel, který je zmíněn v listině vratislavského biskupa Vavřince Dolivety (polsky biskup wrocławski Wawrzyńiec) z roku 1223, byl kostel svatyní lokalizovanou mimo hrad, nejspíše tedy v podhradí. Je tedy pravděpodobné, že v Těšíně byly v první čtvrtině 13. století nejméně dva kostely: sv. Mikuláše v pozdějším "suburbiu", a rotunda na hradě.
Je vhodné zaměřit se na fakt, že v roce 1495 pštínský probošt Václav Hynal, který zaplatil za oltář, a který byl zasvěcen Boží prozřetelnosti, Panně Marii, Janu Křtiteli, svatému Erasmovi a svatému Václavovi (polsky p. w. Opatrzności Bożej, Najświętszej Marii Panny, Jana Chrzciciela, św. Erazma oraz św. Wacława). V pozdějších dokumentech byla rotunda zapsána jako zámecká kaple pod patronací právě sv. Václava. Také dochované urbáře z 18. století dokládají onu patronaci sv. Václava.
Československo-polský spor o Těšínsko v letech 1919–1920 způsobil, že kult sv. Václava jako tzv. "česky element" byl postupně záměrně oslabován. Nebylo přihlédnuto k faktu, že sv. Václav není pouze patronem Českých zemí, ale byl v roce 1436 uznán a ustálen jako jeden z čtyřech hlavních patronů Polského království, a to díky kardinálovi Zbyškovi Olešnickému. Nehledě na fakt, že několik piastovských knížat nosilo jméno Václav:
- Těšínští Piastovci: Václav I. Těšínský († 1474), Václav II. Těšínský († 1524), Václav III. Adam Těšínský († 1579), Adam Václav Těšínský († 1617), Václav Gottfried z Hohensteinu († 1682)

- Slezští Piastovci: Václav Zaháňský († 1488), Václav Krosenský († 1430/1431), Václav I. Lehnický († 1364), Václav II. Lehnický († 1419), Václav III. Olavský († 1423), Václav Falkenberský († 1369), Václav I. Zátorský († 1465/1468), Václav II. Zátorský († 1484/1487),

## Bohoslužby
Bohoslužba bývá sloužena jednou ročně, a to 6. prosince, na svátek sv. Mikuláše.

## Zajímavosti

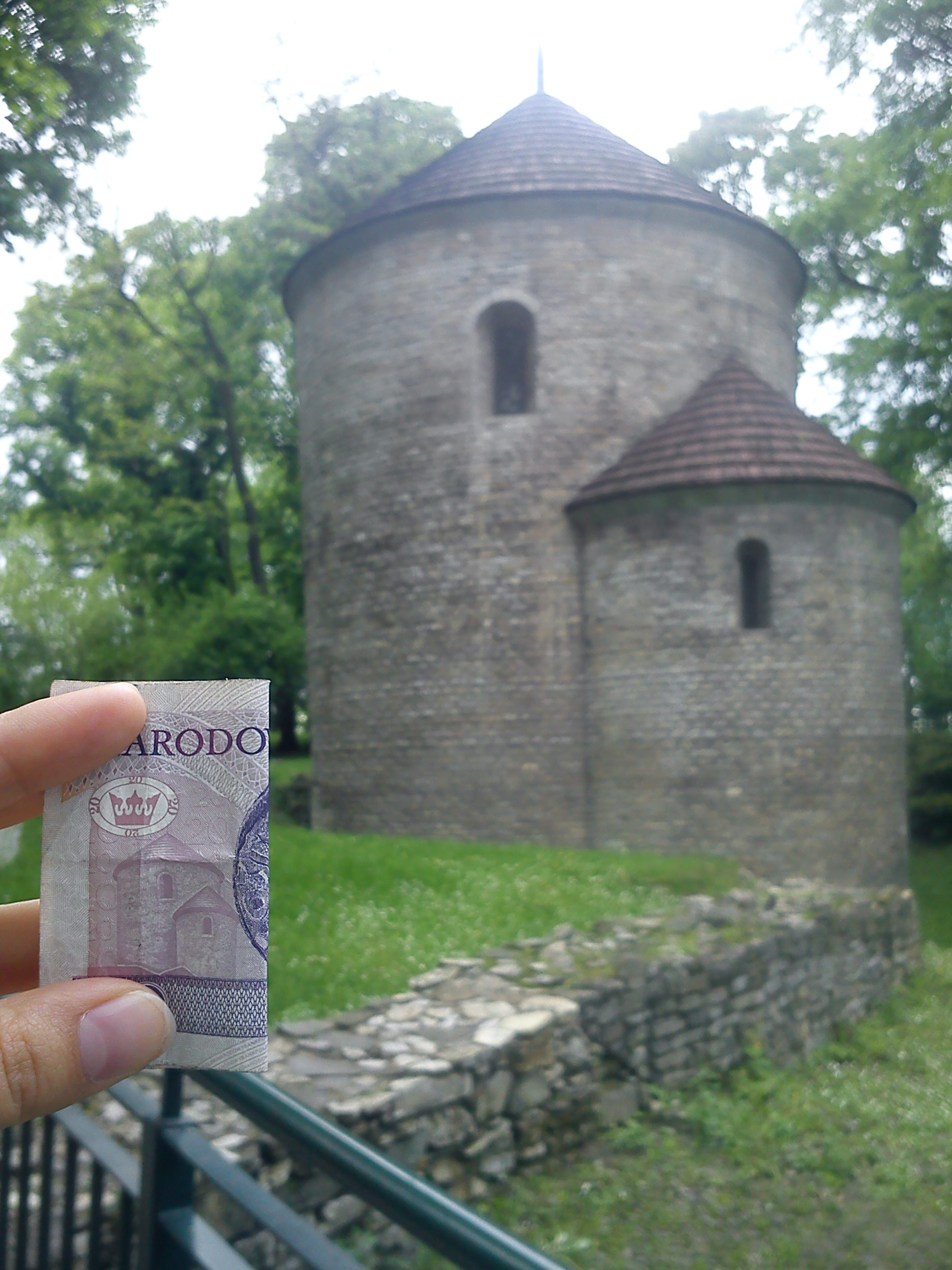
Rotunda na bankovce o nominální hodnotě 20 PLN

- Rotunda patří mezi nejstarší památky v Polsku, je vyobrazena na polské bankovce s nominální hodnotou 20 PLN. Obraz rotundy je umístěn na zadní straně bankovky, na její levé straně a je na pozadí (průsvitka).[14]
- Mezi jedno-apsidovými rotundami v Polsku je těšínská rotunda jedinou stavbou, která je historiky datována do 11.–12. století, a také jediná, která má zcela zachovanou klenbou hlavní lodi.
- Rotundu je možno navštívit také virtuálně.[15]
- Rotunda se nachází na trase tzv. Římské silnice.[16]
- Rotunda byla uvedena na příležitostní minci s nominální hodnotou 2 PLN. Mince byla vydána Polská národní banka, a patří do série Historická města v Polsku (polsky Historyczne Miasta w Polsce).[17]
- Rotunda, spolu s Piastovskou věží, byla umístěna na sběratelském turistickém odznaku (číslo 173, Polsko)[14]
- Podle legendy byla rotunda postavena na místě dávné pohanské svatyně, která byla zasvěcena bohyni Moraně (polsky boginia Marzanna).[18]

## Návštěvní doba
Rotundu je možné navštívit denně, mimo několik vybraných dní (Velikonoce a Vánoce):
- červen, červenec, srpen: od 9:00 do 19:00
- leden, únor, listopad, prosinec: od 9:00 do 16:00
- březen, duben, říjen: od 9:00 do 17:00
- květen, září: od 9:00 do 18:00

Klíče od dveří do rotundy jsou k zapůjčení v pokladně Piastovské věže.